# Nem uma polegada

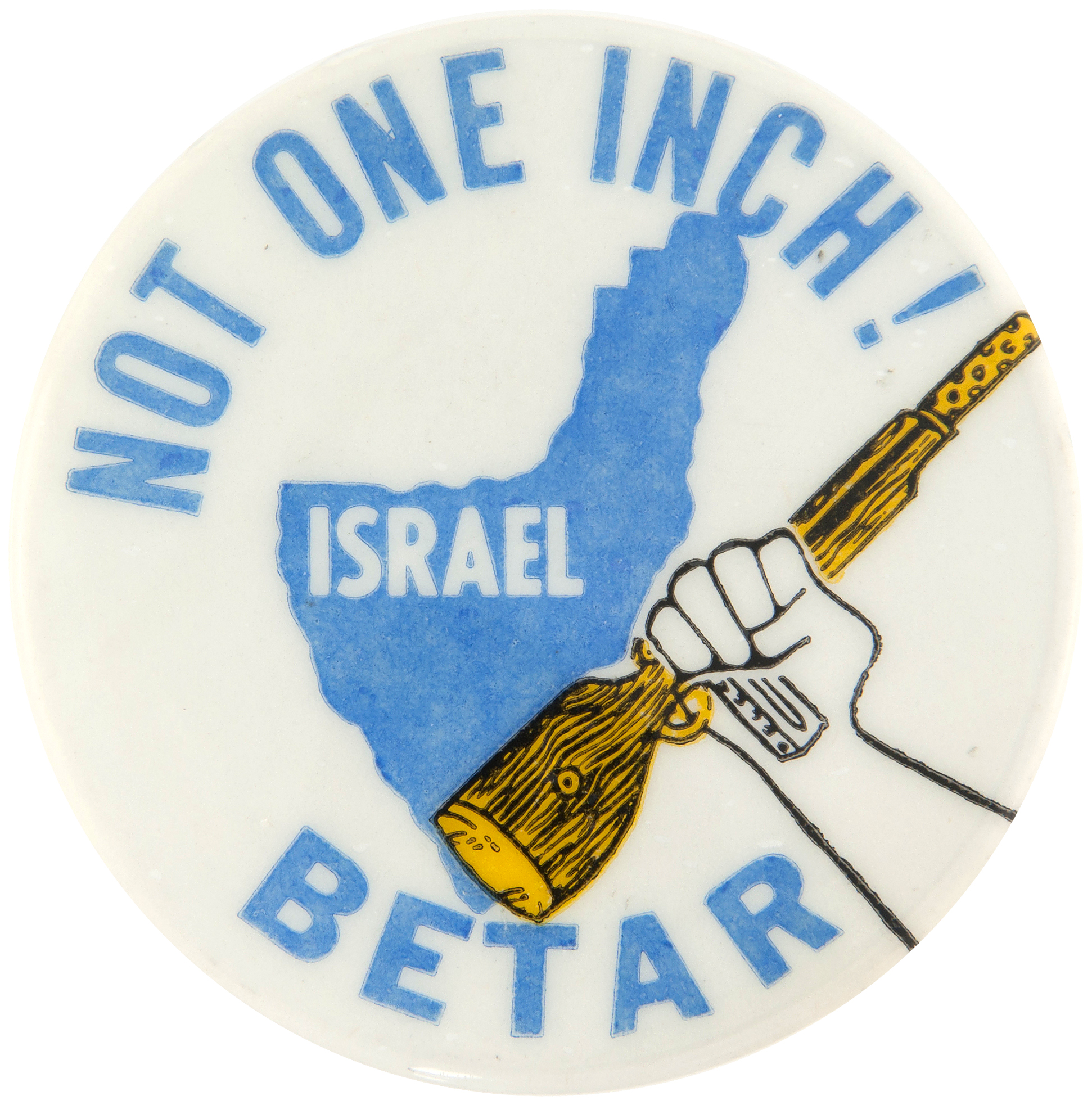
Emblema do Betar com a expressão "Not One Inch" de 1977

Nem uma polegada (Not one inch) foi a promessa de campanha do primeiro-ministro israelense Menachem Begin em 1977 de não devolver uma polegada do território conquistado por Israel sem um acordo de paz. Desde então, o slogan tem sido usado continuamente em Israel, e em 1983, se tornou a política de outro primeiro-ministro israelense, Yitzhak Shamir, embora com uma conotação diferente: a de que Israel não cederia nenhum território ou terra como parte de qualquer compromisso. 

## Contexto
A expressão pode ser rastreada até a campanha do primeiro-ministro israelense Menachem Begin em 1977. O movimento dos assentamentos abraçou a promessa de campanha de Begin de não devolver uma polegada de território sem um acordo de paz. Depois que Begin assumiu o poder, ele ofereceu a devolução da Península do Sinai ao Egito como parte do acordo de paz entre os dois países, negociado em 1978. O grupo de jovens israelitas Betar produziu um botão com o slogan "Nem uma polegada" antes do Tratado de Paz ser assinado.

## História
Yitzhak Shamir ocupou o cargo de primeiro-ministro de Israel em 1983, 1984 e 1986-1992. A política de Shamir ("Nem uma polegada") era uma promessa de não ceder território a nenhum outro governo. Em 1987, Shamir rejeitou o Acordo de Londres Peres-Hussein, que teria devolvido grande parte do território da Cisjordânia e de Gaza ao controle da Jordânia. Em 2004, a frase foi revivida no The Economist em um artigo intitulado "Não, nem uma polegada". A questão naquela altura era se o então primeiro-ministro Ariel Sharon deveria remover os colonatos israelitas de Gaza. Em 2005, Sharon abandonou o partido Likud devido à ideologia “Nem uma polegada”, afirmando que ela era impraticável e prejudicial aos interesses do país.
Em 2006, Ehud Olmert foi eleito primeiro-ministro israelense e sua eleição foi vista como uma rejeição à política do "nem uma polegada", já que ele era reconhecido como a pessoa com maior probabilidade de pôr fim à ocupação do território palestino na Cisjordânia.
Em 2019, a frase foi repetida em relação ao primeiro-ministro israelense Benjamin Netanyahu. Roger Cohen, escrevendo um artigo de opinião para o The New York Times, disse: "Ele é um verdadeiro defensor da ideia de Grande Israel e não desistirá de nem uma polegada de terra entre o Mediterrâneo e o Rio Jordão."